# Хронопуло Михайло Миколайович
Михайло Миколайович Хронопуло (3 вересня 1933, село Двухглинки Луховицького району, тепер Московської області, Російська Федерація — 10 квітня 2012, Москва, Російська Федерація) — радянський військово-морський діяч, командувач Чорноморським флотом. Член ЦК КПУ у 1986—1991 р.

## Біографія
Закінчив середню школу № 25 міста Тюмені. У 1951—1952 р. — матрос.
У 1952—1956 рр. — курсант Тихоокеанського вищого військово-морського училища імені Макарова.
Член КПРС з 1955 року.
У 1956—1964 рр. — командир вежі дивізіону головного калібру, командир групи управління, командир дивізіону головного калібру легкого крейсеру «Калінін» Тихоокеанського флоту.
У 1964—1968 рр. — старший помічник командира, командир есмінця «Нестримний» Тихоокеанського флоту. У 1968—1970 рр. — командир великого протичовнового корабля «Строгий» Тихоокеанського флоту.
У 1970—1972 рр. — слухач Військово-морської академії.
У 1972—1973 рр. — начальник штабу бригади есмінців, у 1973—1977 рр. — командир 173-ї бригади протичовнових есмінців Камчатської військової флотилії.
У 1977—1979 рр. — начальник штабу, а у 1979—1982 рр. — командир 8-ї оперативної ескадри Тихоокеанського флоту в Індійському океані.
У 1982—1983 рр. — 1-й заступник командувача Червонопрапорним Чорноморським флотом.
У 1983—1985 рр. — слухач Військової академії Генерального штабу Збройних Сил імені Ворошилова.
У 1985—1991 рр. — командувач Червонопрапорним Чорноморським флотом. У 1985—1991 рр. — член Військової Ради об'єднаних збройних сил країн —учасниць Варшавського договору.
З 17 березня 1992 р. — у відставці.
На пенсії у Москві. Був головою товариства «Кримське земляцтво», головою товариства Адмірала Ушакова. У 1999—2003 рр. — представник уряду Автономної республіки Крим у Москві.

## Звання
- Контр-адмірал (1979)
- Віце-адмірал
- Адмірал (1986)

## Нагороди
- Орден Жовтневої Революції
- Орден Червоної Зірки
- Орден Червоного Прапора
- Орден За службу Батьківщині в Збройних Силах СРСР 2-го ст.
- Орден За службу Батьківщині в Збройних Силах СРСР 3-го ст.
- Медалі